# Платформа (онлайн-видання)
Платформа — українське інтернет-видання. Основна тематика публікацій — інновації, реформи, культура, мистецтво, самоосвіта та бізнес. На сайті є афіша інтелектуальних подій та перелік освітніх можливостей закордоном. З квітня 2014 року редакцію очолює Юрій Марченко. Середня відвідуваність станом на травень 2015 року — 290 тисяч читачів.

## Історія
Проєкт був заснований Олександром Акименком влітку 2010 року.
12 жовтня 2010 в інтернеті з'явився сайт проєкту. Єдиним розділом проєкту на момент старту була афіша розвивальних подій міста Києва: відкритих лекцій, майстер-класів, альтернативних кінопоказів, екскурсій, дискусій, фестивалів, виставок та перфомансів. Головним редактором афіші стала Маргарита Дімітрова.
У 2012 році на сайті було відкрито розділ з інтерв'ю з українськими та зарубіжними експертами. Серед героїв були архітектор Віктор Зотов, економіст Богдан Гаврилишин, видавець Іван Малкович, режисер Владислав Троїцький, письменник Лесь Подерв'янський, журналіст Леонід Парфенов, лінгвіст Гуус Екстра, ілюстратор Магнус Бард та сценарист Роберт Маккі.
Видання публікувало переклади статей сайту Project Syndicate (найбільшого в світі профільного ресурсу експертних колонок), а також текстові версії вибраних виступів глобальної конференції TED.
У вересні 2012 року керівником проєкту стає Марія Фронощук, яка раніше співпрацювала з виданням як автор. Натомість засновник проєкту Олександр Акименко залишив видання та був запрошений створювати онлайн-версію журналу Forbes на посаді заступника головного редактора, керівника відділу журналістських розслідувань.
У квітні 2014 року інтернет-видання «Платформа» повністю оновлює дизайн та перезапускає сайт. Редакцію очолює колишній заступник головного редактора газети Коммерсантъ Украина Юрій Марченко, до команди знову приєднується засновник проєкту Олександр Акименко.

## Інші проєкти «Платформи»

### Фестиваль соціальних інновацій «Ucrazyans»
25 квітня 2015 року на Софійській площі у Києві відбувся Фестиваль соціальних інновацій під назвою Ucrazyans, що був організований інтернет-виданням Платформа за підтримки міжнародної організації Pact Inc.. Фестиваль складався з декількох зон активності: виставка соціальних проєктів, музична сцена, лекційна сцена та ярмарок товарів українських виробників. На музичній сцені, яка була організована радіо «Аристократи» виступали Brunettes Shoot Blondes, Мар'яна Головко з Валерієм Кошманом, а також гурт US.